# N.W.A. and the Posse
Albums de N.W.A
Straight Outta Compton
(1989)
NWA and the posse est une compilation de N.W.A, sortie en 1987.
Cet album comprend des morceaux produits par Dr. Dre et interprétés par des artistes de N.W.A et de leur entourage.

## Liste des titres
| 1.    | Boyz-n-the-Hood   | Eazy-E                                  | 5:37 |
| 2.    | 8 Ball            | Eazy-E                                  | 4:26 |
| 3.    | Dunk the Funk     | Dr. Rock, Doc T, Fresh K                | 5:01 |
| 4.    | Scream            | M. "Microphone Mike" Troy, Rappinstine  | 3:18 |
| 5.    | Drink It Up       | Dr. Rock, Doc T, Fresh K                | 4:45 |
| 6.    | Panic Zone        | Arabian Prince, Dr. Dre, Egyptian Lover | 3:33 |
| 7.    | L.A. Is the Place | Eazy-E, Ron-De-Vu                       | 4:31 |
| 8.    | Dope Man          | Ice Cube, Eazy-E                        | 6:16 |
| 9.    | Tuffest Man Alive | Dr. Rock, Doc T, Fresh K                | 2:16 |
| 10.   | Fat Girl          | Eazy-E, Ron-De-Vu                       | 2:45 |
| 11.   | 3 the Hard Way    | Dr. Rock, Doc T, Fresh K                | 4:10 |
| 46:26 |                   |                                         |      |

Note : la réédition de 1989 remplace Scream par A Bitch Iz a Bitch de N.W.A